# Chiesa di San Nicola di Bari (Loiri Porto San Paolo)
La chiesa di San Nicola di Bari è un edificio religioso situato a Loiri Porto San Paolo, centro abitato della Sardegna nord-orientale. Consacrata al culto cattolico è sede dell'omonima parrocchia e fa parte della diocesi di Tempio-Ampurias.
Edificio a pianta rettangolare con facciata in blocchi di granito a vista a doppio spiovente con campaniletto a vela apicale. Il portale architravato e lunettato presenta al di sopra un bassorilievo in cotto raffigurante una scena della vita del santo.